# Korenowsk
Korenowsk (russisch Кореновск) ist eine russische Stadt mit 41.166 Einwohnern (Stand 14. Oktober 2010). Sie liegt in der Region Krasnodar am Fluss Beissuschok Lewy, etwa 60 km nördlich der regionalen Hauptstadt Krasnodar.

## Geschichte

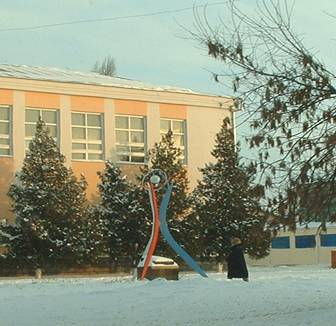
Zeichen „Mittelpunkt der Region Krasnodar“ in Korenowsk

Korenowsk wurde 1794 von Saporoger Kosaken gegründet, die an dieser Ortschaft ihren Stützpunkt eingebettet hatten. Der ursprüngliche Name der Kosakensiedlung lautete Korenewski Kurjen (Кореневский курень) und geht auf den Namen einer Siedlung in Saporoger Sitsch zurück. Seit Mitte des 19. Jahrhunderts existierte die Siedlung unter dem Namen Korenowskaja (Кореновская) bis 1961, als sie Stadtstatus erhielt und letztmals umbenannt wurde.

## Wirtschaft und Verkehr
In Korenowsk gibt es mehrere Betriebe der Nahrungsmittelindustrie, darunter ein Dauermilch- und ein Trockenmilchwerk, eine Zuckerfabrik, eine Brauerei, eine Geflügelanlage und einen Getreidelagerungsbetrieb. Dank der hier vorhandenen Schwarzerde ist die Gegend um Korenowsk ein gutes Gebiet für Landwirtschaft.
Korenowsk liegt an der russischen Fernstraße M 4 von Moskau nach Noworossijsk.

## Bevölkerung
Den größten Teil der Bevölkerung bilden Russen ukrainischer Herkunft. Die meisten sind die Nachkommen der Saporoger Kosaken. In Korenowsk sowie in der ganzen Region Krasnodar und anliegenden Regionen Russlands wird insbesondere von den Älteren ein südrussischer Dialekt Surschyk gesprochen. Von der klassischen Aussprache des Russischen ist Surschyk durch seine ausgedehnte Aussprache von Vokalen zu unterscheiden. Die hervorragendste Besonderheit Surschyks ist jedoch ein weiches G-Laut ohne starken Einsatz.
Von den übrigen Nationalitäten sind in Korenowsk Armenier am stärksten vertreten, die Anfang der 1990er Jahre wegen des Militärkonfliktes in Bergkarabach nach Korenowsk emigriert hatten.
| Jahr | Einwohner |
| ---- | --------- |
| 1939 | 13.284    |
| 1959 | 18.242    |
| 1970 | 26.323    |
| 1979 | 34.967    |
| 1989 | 35.768    |
| 2002 | 40.844    |
| 2010 | 41.166    |

Anmerkung: Volkszählungsdaten